# Scincella palnica
Scincella palnica är en ödleart som beskrevs av  Oskar Boettger 1892. Scincella palnica ingår i släktet Scincella och familjen skinkar. Inga underarter finns listade i Catalogue of Life.